# Rudolf Burckhardt (Zoologe)

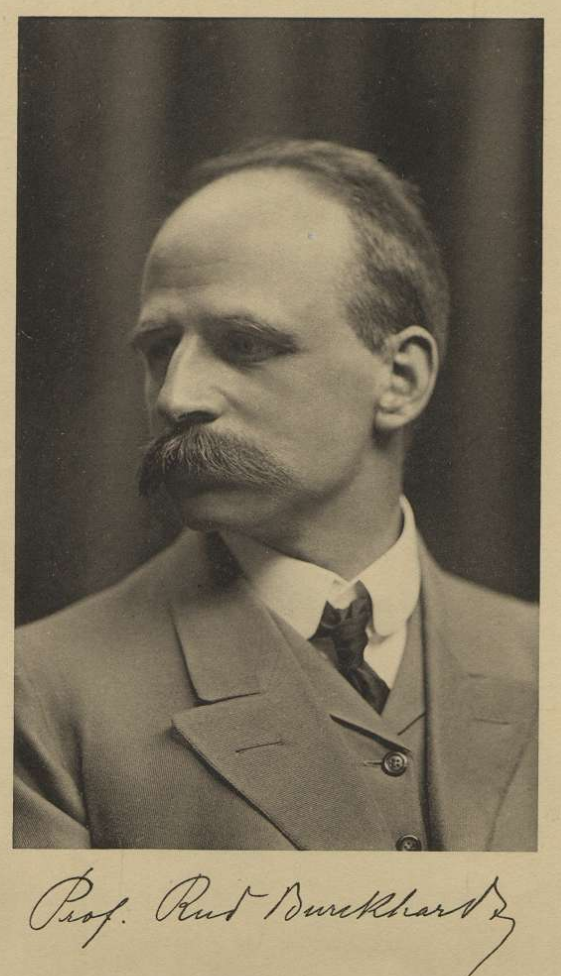
Rudolf Burckhardt

Karl Rudolf Burckhardt (* 30. März 1866 in Basel; † 14. Januar 1908 in Rovigno) war ein Schweizer Zoologe. 

## Leben

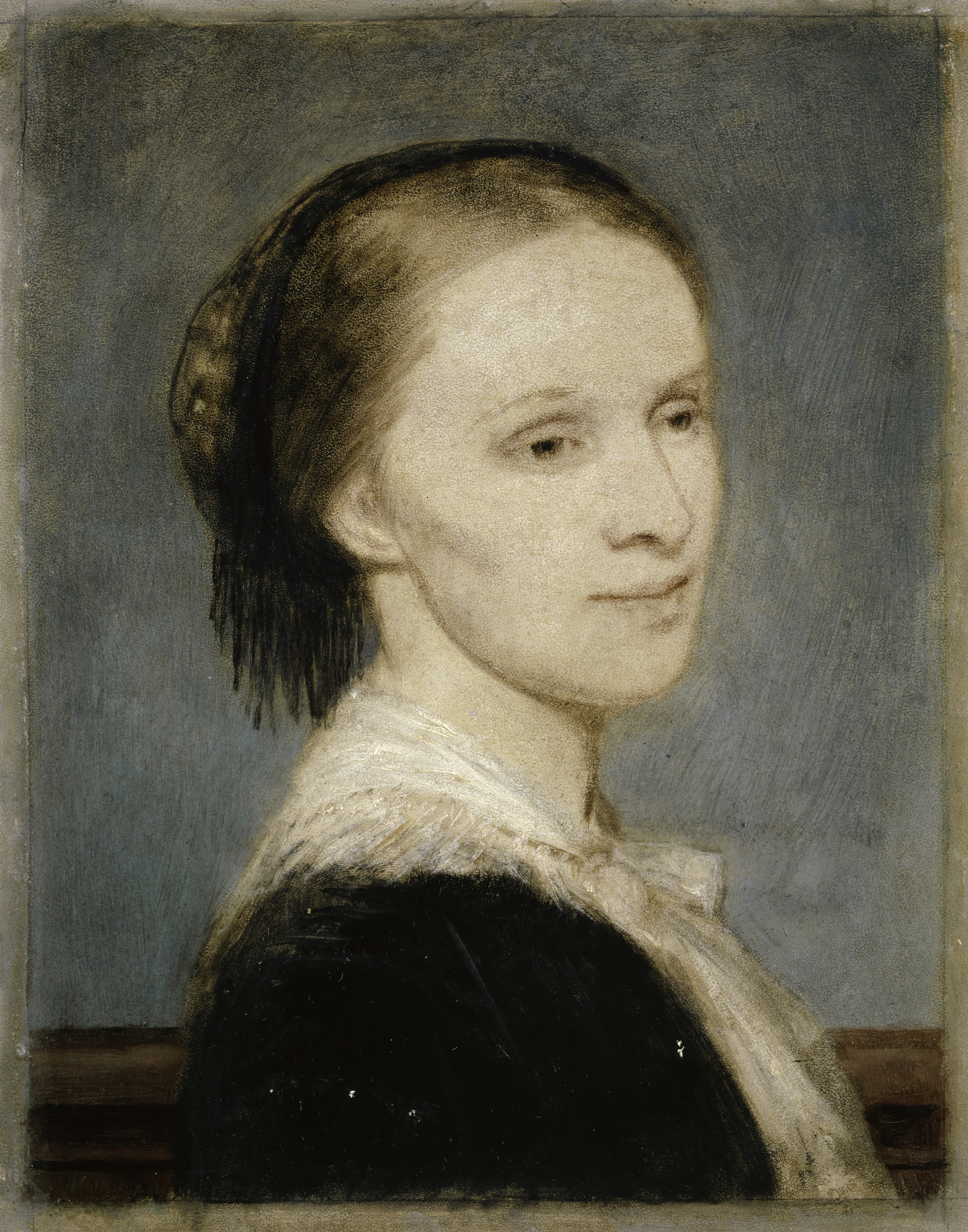
Arnold Böcklin, Bildnis Anna Elisabeth Burckhardt-Brenner, 1868–69, der Mutter von Rudolf Burckhardt, Kunstmuseum Basel

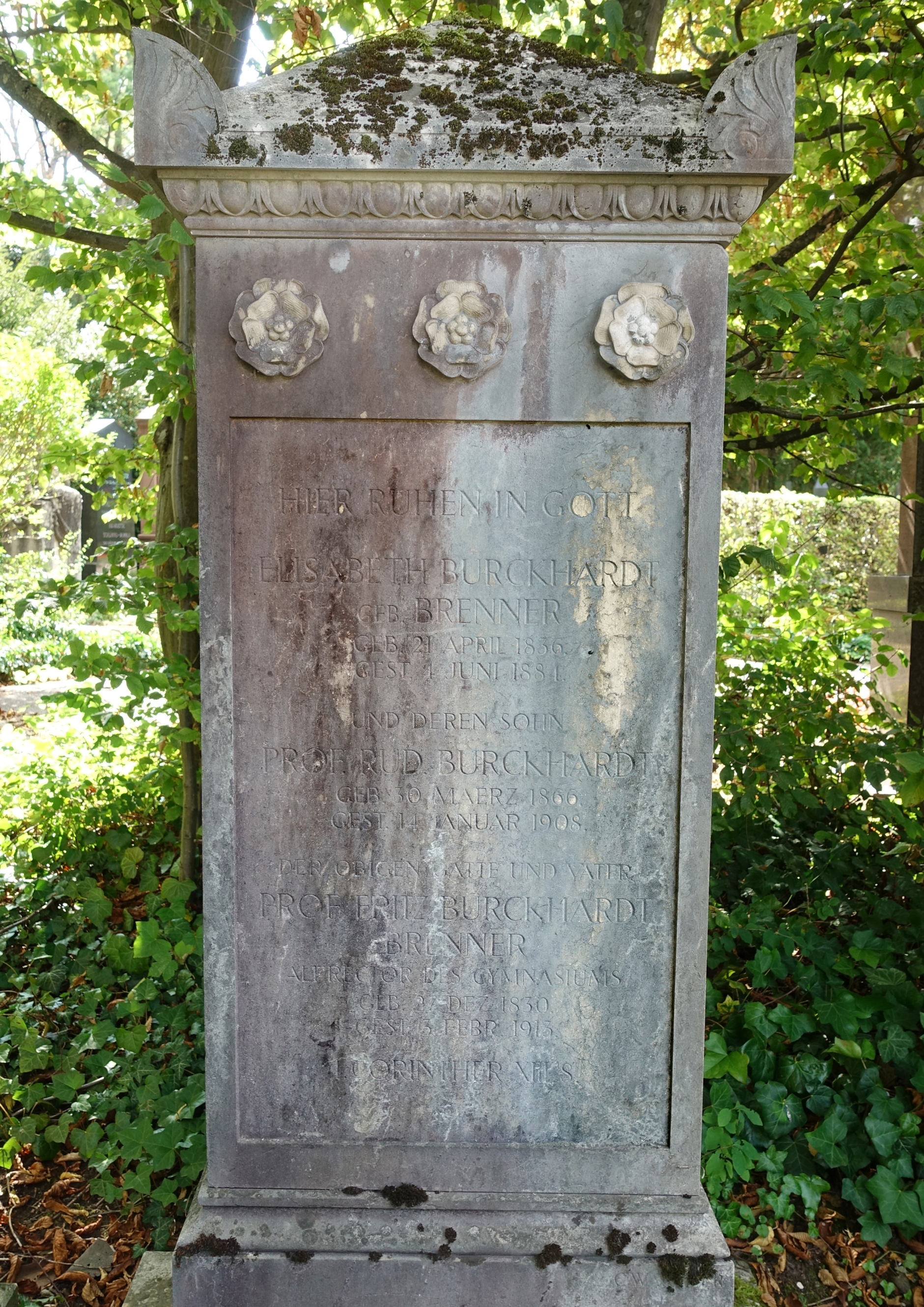
Familiengrab auf dem Wolfgottesacker in Basel.

Karl Rudolf Burckhardt war ein Sohn des Schweizer Lehrers und Naturwissenschaftlers Friedrich Burckhardt (1830–1913) und dessen Ehefrau Elisabeth (1836–1884), geborene Brenner, einer Tochter des Schweizer Psychiaters Friedrich Brenner.
Rudolf Burckhardt studierte an den Universitäten in Basel, Leipzig und Berlin Zoologie und wurde 1889 mit seiner Dissertation Histologische Untersuchungen am Rückenmark der Tritonen in Basel zum Dr. phil. promoviert.
Von 1889 bis 1893 arbeitete er als Assistent bei Oscar Hertwig in Berlin über das Gehirn der Wirbeltiere, habilitierte sich 1893 und wurde 1894 außerordentlicher Professor für Paläontologie, vergleichende Anatomie und Entwicklungsgeschichte der Wirbeltiere am Zoologischen Institut der Universität Basel. Ab 1899 wirkte er in Basel zusätzlich als Assistenz-Konservator der zoologischen Sammlungen. Im Jahr 1907 übernahm Rudolf Burckhardt die Leitung der meereszoologischen Station des Berliner Aquariums in Rovigno.
Rudolf Burckhardt hat durch seine vergleichenden anatomischen, neurologischen und paläontologischen Studien wichtige Beiträge zum Verständnis der Entwicklungsgeschichte geliefert.
Am 14. Juli 1899 wurde Rudolf Burckhardt unter der Matrikel-Nr. 3125 als Mitglied in die Deutsche Akademie der Naturforscher Leopoldina aufgenommen. Er war 1907 der Doktorvater vom Schweizer Paläontologen Samuel Schaub und von Julia Gisi (1881–1977), der ersten Frau, die an der philosophischen Fakultät der Universität Basel promovierte. Seine letzte Ruhestätte fand er auf dem Friedhof Wolfgottesacker in Basel.

## Schriften
- Histologische Untersuchungen am Rückenmark der Tritonen. In: Archiv für mikroskopische Anatomie, 34, Bonn 1889, S. 131–156 (Digitalisat)
- Geschichte der Zoologie. Sammlung Göschen, Leipzig 1907 (Digitalisat)